# Woźniki Śląskie
Woźniki Śląskie – nieczynna stacja kolejowa w Woźnikach, w województwie śląskim, w Polsce.